# Mouret
Mouret (okzitanisch: Moret) ist eine französische Gemeinde im Département Aveyron in der Region Okzitanien mit 558 Einwohnern (Stand: 1. Januar 2022). Die Gemeinde gehört zum Arrondissement Rodez und zum Kanton Vallon. Die Einwohner werden Moureteois genannt.

## Geographie
Mouret liegt im Weinbaugebiet Marcillac, Teil der Weinbauregion Sud-Ouest. Umgeben wird Mouret von den Nachbargemeinden Pruines und Saint-Félix-de-Lunel im Norden, Villecomtal im Osten und Nordosten, Muret-le-Château im Osten und Südosten, Salles-la-Source im Süden, Marcillac-Vallon im Südwesten sowie Nauviale im Westen.

## Bevölkerungsentwicklung
| 1962                       | 1968 | 1975 | 1982 | 1990 | 1999 | 2006 | 2018 |
| -------------------------- | ---- | ---- | ---- | ---- | ---- | ---- | ---- |
| 626                        | 594  | 545  | 505  | 464  | 476  | 553  | 542  |
| Quellen: Cassini und INSEE |      |      |      |      |      |      |      |

## Sehenswürdigkeiten
- Kirche von Le Grand Mas aus der Mitte des 16. Jahrhunderts, und Kapelle Saint-Jean-de-Froid
- Schloss Mage
- Schloss La Servayrie, seit 1995 Monument historique

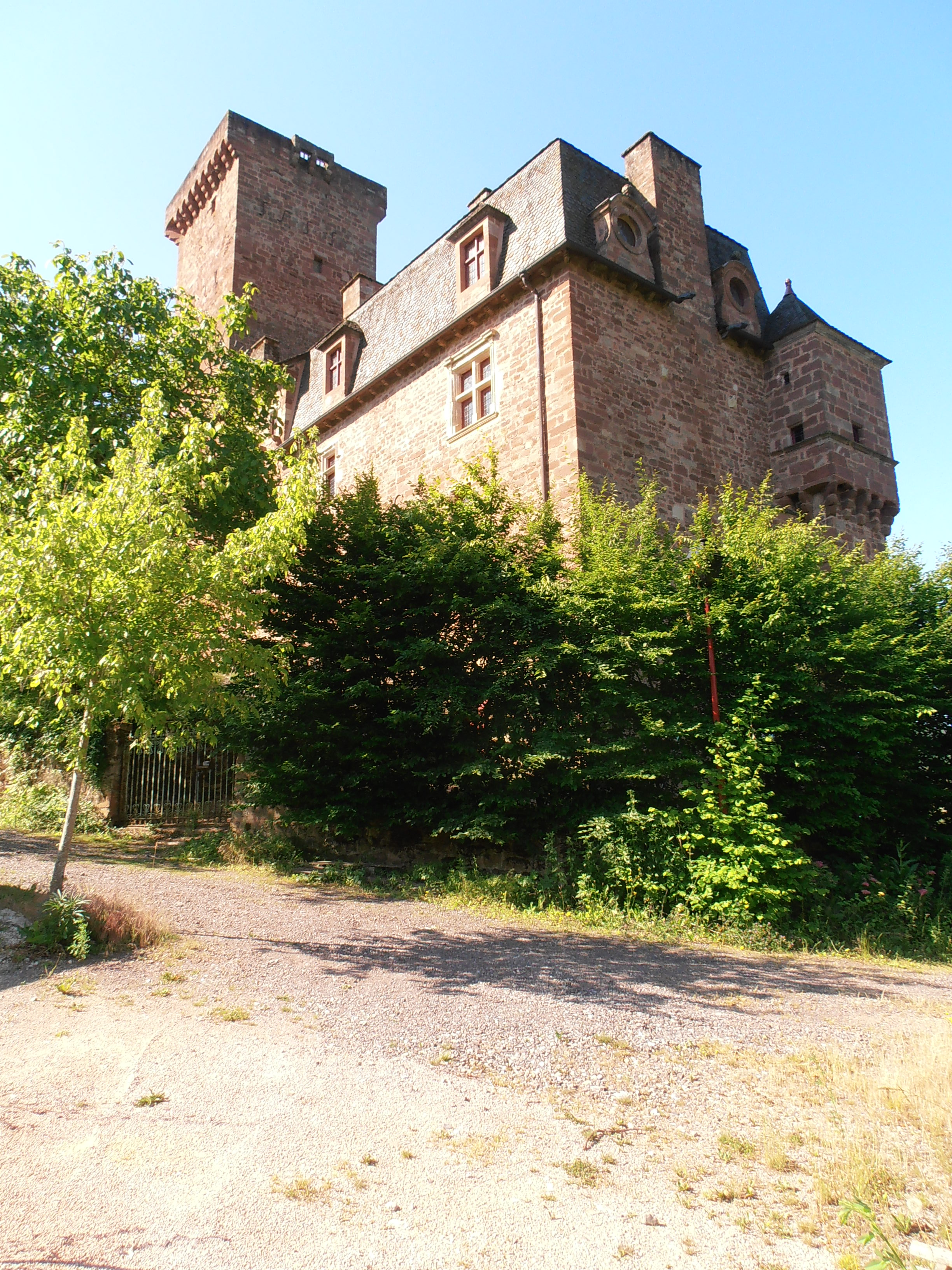
Schloss La Servayrie